# Diocèse de Dubrovnik
Ne doit pas être confondu avec Diocèse de Raguse.
Le diocèse de Dubrovnik ou diocèse de Raguse (en latin : Dioecesis Ragusiensis, en croate : Dubrovačka biskupija) est une circonscription ecclésiastique de l'Église catholique dans l’extrême sud de la Croatie (Dalmatie). Le diocèse est centré dans la ville de Dubrovnik. Érigé en 990 comme diocèse de Raguse, il devient archidiocèse de Raguse en 1120. Par la bulle papale Locum Beati Petri, il revient au rang de diocèse en 1828, après la disparition de la république de Raguse et désormais plus souvent appeler diocèse de Dubrovnik.
L'église cathédrale de l'Assomption de Marie, à Dubrovnik, fut construite en 1713 remplaçant l’édifice qui fut détruit lors d’un tremblement de terre. Le père Roko Glasnović a été nommé évêque de Dubrovnik en novembre 2021 et devrait être consacré évêque en janvier 2022.  

## Histoire

### Diocèse d'Épidaure
Par les écrits de saint Jérôme, racontant la vie du saint ermite Hilarion on sait qu’il y avait une communauté chrétienne à ‘Épidaure’, ville romaine appelée plus tard Ragusa Vecchia. Cela daterait du milieu du IVe siècle. 
Plus tard l'existence d'un siège épiscopal à Épidaure est attestée car les évêques sont Fabrizio et Paolo – premiers évêques historiquement documentés – participèrent aux conciles provinciaux de Salona (530 et 532), siège métropolitain Aujourd’hui ‘siège titulaire’) dont Épidaure était suffragant.
La correspondance du pape Grégoire le Grand mentionne le nom d’un autre évêque d’Épidaure, Fiorenzo, qui fut déposé par son métropolite Natale (de Salona) vers 592, mais sans respecter les règles canoniques de l’époque. Des lettres furent échangées à ce sujet car les chrétiens d’Épidaure, en 597, réclamaient toujours le retour de Fiorenzo dans son diocèse.
À partir du début du VIIe siècle, la région est dévastée par des tribus slaves. La ville d'Épidaure fut détruite vers 639 par les Avars et les habitants, dont l’évêque, trouvèrent refuge dans le château de Lausio, près de l'actuelle Raguse.

### Diocèse et archidiocèse de Raguse
À partir du milieu du VIIe siècle, Raguse hérite donc de l’organisation ecclésiastique d’Épidaure, même si dans certains documents ultérieurs, ses évêques portent encore le titre d’Épidauritanus. Lors du concile régional de Split (926/927), le diocèse de Raguse est présent comme suffragant de Split, siège qui avait hérité des droits métropolitains de Salona également disparu. 
Selon la tradition, au cours du Xe siècle, après la destruction de la ville de Doclea, une lutte d’influence fait que Raguse revendiqua des droits métropolitains aux dépens de Split et d’Antivari. Des faux documents sont même produits, ainsi la soi-disant ‘bulle du pape Zacharie’ (datée de 743), par laquelle le pontife aurait accordé à l'archevêque André de Raguse le pallium. La fausse bulle qui tente de prouver l’ancienneté du siège métropolitain de Raguse, énumère même les diocèses dépendant de sa province ecclésiastique de Raguse.    
Raguse est attestée comme siège métropolitain par la bulle du pape Benoît VIII du 27 septembre 1022, avec laquelle le pontife a envoyé le pallium à Vital I (archevêque de 1022 à 1047). Il est probable, selon certaines traditions fiables, que l'élévation au rang d'archidiocèse ait eu lieu vers la fin du Xe siècle. Les luttes d'influence entre Raguse et Antivari (aujourd'hui ‘Bar’, au Monténégro) continuent jusqu'au milieu du XIIIe siècle. Cependant les bulles authentiques des papes Calixte II (1120) et Innocent II (1142), donnent la même liste de diocèses suffragants. Cependant Antivari redevenant ‘métropolitain’ en 1199, Raguse perd en sa faveur un certain nombre de suffragants.
Avec l'émergence de la république de Raguse, l'archidiocèse retrouve de son importance au XIVe siècle, ses suffragants sont Budua, Risano, Stagno-Curzola et Trebigne. En 1409, un décret du Sénat de Raguse établit qu'à partir de ce moment, les archevêques ne pouvaient plus être originaires de la ville. Cette loi resta en vigueur jusqu’en 1721.
Ludovico Beccadelli, archevêque de 1555 à 1564, prit part au Concile de Trente ; de retour à Raguse, il introduit les réformes tridentines : en particulier il divise le territoire diocésain en paroisses.

### Diocèse de Dubrovnik
Après une période de 13 ans de vacance, causée par l’abolition de la république de Raguse, absorbée par le royaume d’Italie, la bulle Locum Beati Petri (30 juin 1828) du pape Léon XII restructure, le siège de Raguse (devenu Dubrovnik) l’agrandissant des territoires des diocèses supprimés de Korcula et de Stagno, mais supprimant son statut de siège métropolitain : le diocèse de Dubrovnik (Raguse) devient suffragant de l'archidiocèse de Zadar (de).
Le 27 juillet 1969, la province ecclésiastique de Split-Makarska est rétablie, dont Dubrovnik devient suffragant.

## Supérieurs ecclésiastiques

### Évêques d’Épidaure
- Fabriciano (mentionné en 530)
- Paolo † (mentionné en 532)
- Fiorenzo † (déposé en 592)
- Giovanni I † (vers 630 - 661)

### Evêques et archevêques de Raguse
- Andrea I ? † (mentionné en 743)

### Evêques de Dubrovnik (Raguse)
- Siège vacant de 1815 à 1830.
- Antonio Giuriceo (1830-1842)
- Toma Jedrlinić (1843 -1855)
- Vincenzo Zubranić (1856-1870)
- Giovanni Zaffron (1872-1881)
- Mato Vodopić † (1882-1893)
- Josip Grgur Marčelić (1894 -1928)
- Josip Marija Carević (1929 -1940)
- Siège vacant de 1940 à 1950
- Pavao Butorac (1950-1966)
- Severin Pernek (1967-1989)
- Želimir Puljić (1989 -2010, nommé archevêque de Zara)
- Mate Uzinić (24 janvier 2011 - 4 novembre 2020, nommé archevêque-coadjuteur de Fiume)
- Mate Uzinić (16 décembre 2020 (administrateur apostolique)
- Roko Glasnović (30 novembre 2021 -